# 1920 en santé et médecine
| Années de la santé et de la médecine : 1917 - 1918 - 1919 - 1920 - 1921 - 1922 - 1923    |
| Décennies de la santé et de la médecine : 1890 - 1900 - 1910 - 1920 - 1930 - 1940 - 1950 |

Cet article présente les faits marquants de l'année 1920 en santé et médecine.

## Événements
France
- 20 janvier : décret portant création d'un sous-secrétariat à l'Hygiène et à la Santé publique[1].
- Janvier : à Marseille, l'hôpital auxiliaire Paul-Desbief, qui deviendra Hôpital européen, est renommé provisoirement hôpital Saint-Louis et constitué en association privée à but non lucratif selon la loi de 1901[2].
- 16 avril : la faculté de médecine de Nancy est citée à l'ordre de la Nation[3].
- Mai-novembre : la « peste des chiffonniers » tue à Paris trente-quatre personnes sur les quatre-vingt-seize cas déclarés[4].
- 20 mai : Marie Curie reçoit la journaliste américaine Mary Meloney qui, à l'issue de cette entrevue, va lancer un appel à la générosité publique pour l'achat d'un gramme de radium pur, nécessaire à la poursuite des travaux de la chercheuse française[5].
- Juin : ouverture de l'hôpital Léopold-Bellan à Paris[6].
- 31 juillet : loi réprimant la complicité et la provocation à l’avortement ainsi que toute propagande anticonceptionnelle[7].
- 3 août : création par Gaston Roussel, avec les vétérinaires Albert Caldairou et Alfred Lindeboom, de l'Institut de sérothérapie hémopoïétique, devenu par transformation et fusion les laboratoires Roussel-Uclaf.
- 11 octobre : ouverture de l'École des infirmières-visiteuses d’hygiène de Marseille[8],[9], devenue Institut de formation en soins infirmiers « La Blancarde »[10].
- 20 décembre : centième anniversaire de la fondation de l'Académie de médecine[11].
- Création de l'École dentaire de Beyrouth, rattachée à la faculté française de médecine et de pharmacie, et devenue faculté de médecine dentaire[12].
- À Sotteville-lès-Rouen, les asiles d'aliénés de Quatre-Mares[13] et de Saint-Yon[14], respectivement pour hommes et pour femmes, fusionnent sous le nom de « maison de santé départementale », devenue centre hospitalier du Rouvray[15].

Europe
- 21 mars-9 avril : Rudolf Steiner donne une série de conférences à Dornach[16] et, tout au long de l'année, à Stuttgart, Bâle, Zurich et Berne.
- Juillet : la philanthrope Émilie Dardenne part pour un voyage d'un an au Congo belge afin d'y préparer la fondation d'une société de la Croix-Rouge[17].
- 7-12 août : le 1er congrès de l'histoire de l'art de guérir se tient à la maison médicale d'Anvers sous la présidence de Joseph Tricot-Royer[18],[19].
- Alphonse Broden[20] fonde la Société belge de médecine tropicale, et son organe, les Annales de la Société belge de médecine tropicale devenues, par fusion avec d'autres périodiques, la revue Tropical Medicine and International Health[21],[22].
- Fondation de la revue belge Tropical and Geographical Medicine[22].
- Fondation de l'Association suisse des médecins naturopathes[23].
- Fondation de l'Institut psychanalytique de Berlin par Max Eitingon, Karl Abraham et Ernst Simmel.
- Création à Olten, en Suisse, dans le canton de Soleure, de l’association Pro Infirmis[24].

Afrique
- 16 janvier : Ali Ibrahim fonde l'Association médicale égyptienne[25].

Amérique du Nord
- 16 janvier : entrée en vigueur du 18e amendement à la Constitution des États-Unis, ratifié le 29 janvier 1919 et complété par le Volstead Act du 28 octobre 1919, décrétant la prohibition de la consommation, la production, la distribution et la vente de boissons alcoolisées.
- 20 mars : fondation à Toronto de l'entreprise pharmaceutique W. K. Bucley limitée[26].
- Royal Rife, ingénieur américain, commence des recherches en électrothérapie qui vont aboutir à la conception d'un « générateur de fréquences » (« frequency generator ») dont l'efficacité n'est toujours par démontrée en 2015[27].
- Le racialiste américain Harry Laughlin (en), promoteur de la stérilisation contrainte, est nommé « expert eugéniste » du comité de la Chambre des représentants chargé des questions d'immigration et de naturalisation, dont les travaux aboutiront à l'Immigration Act de 1924[28].
- La faculté de médecine de la filiale montréalaise de l'université Laval est rattachée à l'université de Montréal[29].
- L'hôpital Royal Victoria de Montréal devient centre de recherche de la faculté de médecine de l'université McGill.

Asie
- Fondation du Tohoku Journal of Experimental Medicine (Tohoku jikken igaku), revue japonaise de sciences médicales, organe de la faculté de médecine de l'université du Tohoku[30].

## Publication
- Karl Binding et Alfred Hoche, Die Freigabe der Vernichtung lebensunwerten Lebens[31], ouvrage qui promeut « la suppression des vies sans valeur » et dont s'inspirera le programme nazi Aktion T4.

## Naissances
Janvier
- 6 janvier : John Maynard Smith (mort en 2004), biologiste et généticien britannique.
- 8 janvier : Osamu Hayaishi, médecin et biochimiste japonais.
- 11 janvier : Ferdinand Cabanne (mort en 2003), cancérologue français.
- 13 janvier : Elwood Jensen (mort en 2012), biologiste américain, lauréat du prix Lasker en 2004 pour ses travaux sur les récepteurs nucléaires.
- 24 janvier : Emmanuel Vitria (mort en 1987), l'un des premiers patients ayant bénéficié d'une transplantation cardiaque.
- 28 janvier : Donald Jackson (mort en 1968), psychiatre américain.

Février
- 2 février : Albert Schatz (mort en 2005), microbiologiste américain, découvreur de la streptomycine.
- 3 février :
  - Henry Heimlich, (mort en 2016) médecin américain.
  - George Miller (mort en 2012), psychologue américain, auteur de recherches sur les capacités cognitives humaines.
- 10 février : Max Hamburger (mort en 2012), psychiatre et résistant hollandais.
- 11 février : Richard Frey (mort en 2004), médecin et homme politique chinois d'origine autrichienne.
- 27 février : Julian Jaynes (mort en 1997), psychologue américain, auteur de l'hypothèse d'une bicaméralité originelle de l'esprit humain.

Mars
- 4 mars : Gabriel Nahas (mort en 2012), médecin et résistant français, adversaire controversé de la libéralisation de l'usage du cannabis.
- 5 mars :
  - José Aboulker (mort en 2009), médecin et homme politique français, Compagnon de la Libération.
  - Jacques Paillard (mort en 2006), neurophysiologiste français.
- 15 mars : Edward Thomas (mort en 2012), médecin américain, prix Nobel de médecine en 1990 pour ses travaux sur les rejets de greffe.
- 17 mars :
  - Manuel Zapata Olivella (mort en 2004), médecin, anthropologue et écrivain colombien.
  - Takeo Doi (mort en 2009), psychiatre et psychanalyste japonais.
- 24 mars : Louis Bertagna (mort en 2006), psychiatre français.
- 25 mars : Maurice Tubiana (mort en 2013), médecin et biophysicien français.
- 27 mars : Georges Breitman (mort en 2014), médecin et athlète français.

Avril
- 1er avril : Salomon Resnik, psychanalyste et psychiatre argentin.
- 6 avril :
  - Gabriel Pérès (mort en 2004), vétérinaire français, spécialiste de physiologie et toxicologie.
  - Edmond Fischer, biochimiste suisse, naturalisé américain, lauréat du prix Nobel de médecine pour ses travaux sur les protéines.
- 9 avril : Vicente Ferrer (mort en 2009), philanthrope espagnol.
- 15 avril : Thomas Szasz (mort en 2012), psychiatre hongrois.
- 16 avril : Léon Le Minor, microbiologiste français, auteur de travaux sur les entérobactéries et plus particulièrement les salmonelles.
- 22 avril :
  - Édouard Brygoo, médecin et biologiste français, spécialiste de la résistance des organismes aux radiations ionisantes.
  - Leonard Eron (mort en 2007), psychologue clinicien américain, auteur de travaux sur la violence des jeunes.
- 26 avril : Joyce McDougall (morte en 2011), psychanalyste néo-zélandaise.
- 27 avril : André Virel (mort en 2000), peintre, poète, psychologue, neurophysiologiste et anthropologue français.
- 29 avril : Armand Forel (mort en 2005), médecin et homme politique suisse.

Mai
- 18 mai :
  - Simone Mayer (morte en 2006), hématologue française.
  - Anthony Storr (mort en 2001), psychiatre britannique.
- 19 mai : Ivan Nagy (mort en 2007), psychiatre hongrois naturalisé américain.
- 26 mai : André Passebecq (mort en 2010), naturopathe français.

Juin
- 5 juin : Madeleine Gans, médecin et généticienne française.
- 16 juin : Nils Bohlin (mort en 2002), ingénieur suédois, inventeur de la ceinture de sécurité moderne.
- 17 juin : François Jacob (mort en 2013), médecin et biologiste français, lauréat du prix Nobel de médecine en 1965 pour ses contributions à la génétique.
- 26 juin : Maxime Lamotte (mort en 2007), biologiste et généticien français.

Juillet
- 7 juillet : Gaetano Benedetti (mort en 2013), psychiatre, psychothérapeute et psychanalyste italien.
- 12 juillet : Albert Tricot (mort en 2010), chirurgien de formation, spécialiste de la réadaptation des personnes handicapées.
- 19 juillet : Maurice Bucaille (mort en 1998), médecin français.
- 25 juillet : Rosalind Franklin (morte en 1958), biologiste britannique, connue pour sa participation à la découverte de la structure de l'ADN.
- 26 juillet : Jean Valnet (mort en 1995), médecin et chirurgien militaire français, promoteur de l'aromathérapie.
- 28 juillet : Régine Krochmal (morte en 2012), infirmière et résistante belge.

Août
- 1er août :
  - Henrietta Lacks (morte en 1951), patiente dont les cellules cancéreuses sont à l'origine de la lignée HeLa.
  - James Tanner (mort en 2010), pédiatre britannique.
- 4 août : Bernard Metz (mort en 2009), médecin physiologiste français.
- 8 août :
  - André Bourguignon (mort en 1996), psychiatre français.
  - Jacques Hébert, médecin militaire et homme politique français, Compagnon de la Libération.
- 10 août : Avelino Barrio (mort en 1979), médecin et herpétologue argentin.
- 11 août :
  - Jacques Euzéby (mort en 2010), vétérinaire parasitologue français.
  - Jean-Louis Bonenfant (mort en 1977), médecin pathologiste québécois.
- 15 août :
  - Martha Frayde (morte en 2013), médecin et dissidente cubaine.
  - Marcel Roche (mort en 2003), médecin vénézuélien, vulgarisateur scientifique, ayant exercé d'importantes responsabilités internationales.
- 18 août : Elio Guzzanti (mort en 2014), médecin et homme politique italien.
- 28 août : Frits Bernard (mort en 2006), psychologue, sexologue, militant pédophile et homosexuel néerlandais.

Septembre
- 15 septembre : Maurice Reuchlin (mort en 2015), psychologue français, spécialiste en psychologie différentielle.
- 26 septembre : Robert Vandelanoitte (mort en 2011, médecin et homme politique français.
- 29 septembre :
  - Peter Mitchell (mort en 1992), biochimiste anglais, lauréat du prix Nobel de chimie en 1978 pour ses contributions à la formation de la théorie chimiosmotique.
  - France Staub (mort en 2005), dentiste et naturaliste mauricien.

Octobre
- 3 octobre : Harvey Itano (mort en 2010), biochimiste américain, spécialiste des maladies moléculaires.
- 6 octobre : Michel Jaouen, prêtre français, auteur de programmes d'aide à la jeunesse délinquante ou touchée par la drogue.
- 11 octobre : Jean Montreuil (mort en 2010), biochimiste français, auteur de travaux sur le rôle des sucres dans la biologie cellulaire.
- 20 octobre :
  - Paule Bernard (morte en 1974), infirmière, résistante et aventurière française.
  - Janet Jagan (morte en 2009), femme politique, infirmière de formation, présidente de la République du Guyana.
- 22 octobre : Timothy Leary (mort en 1996), psychologue et neuropsychologue américain, promoteur de l'utilisation scientifique des substances hallucinogènes.
- 24 octobre : Marcel-Paul Schützenberger (mort en 1996), médecin, biologiste et mathématicien et informaticien français.
- 28 octobre : Béchir Hamza (mort en 2006), pédiatre tunisien.
- 29 octobre : Baruj Benacerraf (mort en 2011), médecin et biologiste américain d'origine marocaine, lauréat du prix Nobel de médecine en 1980.

Novembre
- 7 novembre : John Macdonald (psychiatre) (mort en 2007), psychiatre légiste néo-zélandais.
- 14 novembre : Gaston Isabelle (mort en 2013), médecin et homme politique canadien.
- 27 novembre : Joseph Engelmajer (mort en 2007), apatride, naturalisé bélizien, fondateur controversé du Patriarche, association d'aide aux jeunes toxicomanes sans ressources.

Décembre
- 6 décembre : Rosette Peschaud (morte en 2015), infirmière militaire française.
- 16 décembre : Jean Guyotat, neuropsychiatre et psychanalyste français.
- 20 décembre : Jacqueline de Chambrun (morte en 2013), pédiatre et résistante française.
- 21 décembre : Yves Laporte (mort en 2012), neurophysiologiste français.

Date inconnue
- Maurice McGregor, cardiologue québécois.
- Jean-Nicolas Muller (mort en 1972), chirurgien-dentiste français, connu comme président du RC de Strasbourg.

## Décès
Janvier
- 3 janvier : Horatio Wood (né en 1841), médecin et naturaliste américain.
- 4 janvier : Thomas Fraser (né en 1841), pharmacologue écossais.
- 20 janvier :
  - Anton von Freund (né en 1880), professeur de philosophie, industriel et mécène hongrois, membre fondateur de l'Association psychanalytique internationale.
  - Robert Regel (né en 1867), botaniste et ingénieur agricole russe d'ascendance allemande, spécialiste de la culture des orges.
- 31 janvier : Wilhelm Pfeffer (né en 1845), botaniste allemand, spécialiste des phénomènes osmotiques.

Février
- 3 février :
  - Otto Bütschli (né en 1848), minéralogiste, chimiste, paléontologue et zoologue allemand, découvreur de la division cellulaire.
  - Jean Auguste Ross (né en 1851), médecin et homme politique québécois.
- 4 février : Émile Boudier (né en 1828), pharmacien et mycologue français.
- 13 février : Otto Gross (né en 1877), médecin autrichien.
- 28 février : Camillo Bozzolo (né en 1845), médecin et homme politique italien.

Mars
- 6 mars : Max Fürbringer (né en 1846), anatomiste allemand.
- 14 mars : Nikolaï Korotkov (né en 1874), médecin russe, pionnier de la chirurgie vasculaire.

Avril
- 7 avril : Karl Binding (né en 1841), juriste allemand, auteur avec le psychiatre Alfred Hoche d'un ouvrage de promotion de l'eugénisme et de l'euthanasie[31].
- 14 avril : Moritz Benedikt (né en 1835), neurologue autrichien.
- 20 avril : Dmitri Ivanovski (né en 1864), biologiste et botaniste russe, précurseur de la découverte des virus.
- 27 avril : Pierre Broussain (né en 1859), médecin et homme politique français.
- 28 avril : Kliment Timiriazev (né en 1843), biologiste, physiologiste et botaniste russe, diffuseur des théories de Darwin.
- 30 avril : Mary Brandegee (née en 1844), médecin et botaniste américaine.

Juin
- 9 juin : Théodore Barrois (né en 1857), médecin, pharmacologue, parasitologue, zoologue et homme politique français.
- 21 juin : Marie-Adolphe Carnot (né en 1839), chimiste, géologue, homme politique et homme d'affaires français, auteur de travaux d'analyse des eaux minérales et de cartes donnant la composition des sols agricoles.

Juillet
- 3 juillet : William Gorgas (né en 1854), médecin et chirurgien militaire américain.
- 20 juillet : Félix Guyon (né en 1831), chirurgien urologue français.
- 25 juillet : Jean-Pierre Morat (né en 1846), physiologiste français.

Août
- 31 août : Wilhelm Wundt (né en 1832), médecin, physiologiste, psychologue et philosophe allemand..

Septembre
- 1er septembre : John Helmcken (né en 1824), médecin, pharmacien, chirurgien de marine et homme politique canadien.

Octobre
- 7 octobre : Yves Delage (né en 1854), médecin, naturaliste et zoologue français.
- 11 octobre : Édouard Plouzané (né en 1859), médecin et homme politique français.
- 15 octobre : Duncan MacDougall (né en 1866), médecin américain auteur de la théorie des 21 grammes.

Novembre
- 3 novembre : Isaac Krassilchik (né en 1857), naturaliste russe puis roumain, pionnier de la lutte contre les insectes déprédateurs au moyen d'organismes vivants.
- 5 novembre : Théodore Flournoy (né en 1854), médecin, psychologue et psychophysiologiste suisse, auteur d'études sur le spiritisme et la parapsychologie.
- 6 novembre : Charles Sabourin (né en 1849), anatomiste, pathologiste et pneumologue français, fondateur du premier sanatorium de son pays.
- 19 novembre : Georges Debove (né en 1845), médecin français.

Décembre
- 1er décembre : Frederick John Rose (né en 1831), pédagogue britannique, fondateur du Victorian College for the Deaf à Melbourne.
- 29 décembre : Alexandre Kermorgant (né en 1843), médecin militaire français.

Date inconnue
- Jules Margerin (né en 1837), médecin et entrepreneur français.
- Étienne Lombard (né en 1869), médecin ORL et chirurgien français qui a décrit le phénomène éponyme de modification de la prononciation humaine pour compenser la présence de bruits environnants[32].